# Nabay
Nabay (arabe : نابيه) ) est un village libanais situé dans le caza du Metn au Mont-Liban au Liban. La population est presque exclusivement chrétienne.